# راسيل كارفر
راسيل كارفر (بالإنجليزية: Russell Carver) هو مجدف بريطاني، ولد في 1934.